# تورمکه
تورمکه (به اسپانیایی: Turmequé) یک سکونتگاه مسکونی در کلمبیا است که در Márquez Province واقع شده‌است.